# Ун (грузинська літера)
Ун (უნ, [un]) —двадцята літера грузинської абетки.
Голосна літера. Вимовляється як українська [ у ] (МФА /u/). За міжнародним стандартом ISO 9984 транслітерується як u.

## Історія
| Асомтаврулі | Нусхурі | Мхедрулі |
| ----------- | ------- | -------- |
|             |         |          |

## Юнікод
- Ⴓ : U+10B3
- უ : U+10E3